# Années 740
Les années 740 couvrent la période de 740 à 749.

## Événements
- Entre 736 et 749-753 : selon la Râjataranginî (en) , chronique du Cachemire écrite au XIIe siècle par Kalhana, le roi de Kanauj Yasovarman est renversé par le roi du Cachemire Lalitâditya, qui devient un souverain universel qui va jusqu’à s’aventurer dans le pays fabuleux des Amazones. La prise de Kanauj a dû se dérouler entre 736 et 749-753[1].
- 739-742 : grande révolte berbère en Afrique du Nord[2]. La révolte des Berbères a plusieurs causes : faiblesse de l’administration omeyyade, rivalité entre soldats qaïsides et khalbides, excès de la fiscalité et revendication de l’égalité devant l’impôt pour tous les musulmans, arabes et nouveaux convertis, exactions de certains gouverneurs qui font des saisies de terres, des réquisitions de laine, et réduisent des femmes en esclavage pour les harems de l’Orient.

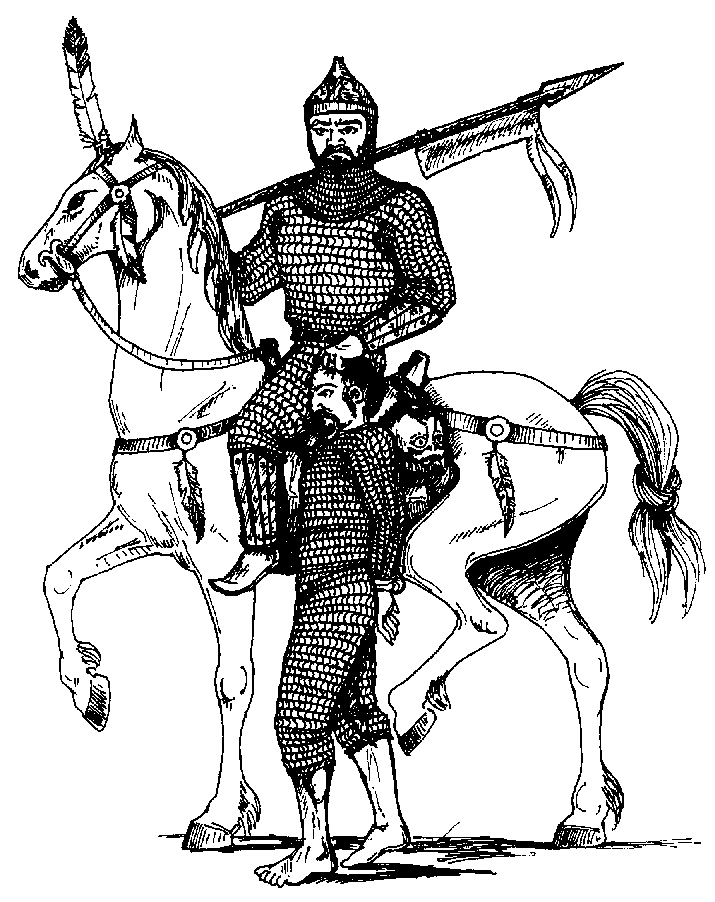
Guerrier khazar avec un prisonnier, représentation de Norman Finkelshteyn d'après une aiguière du VIIIe siècle, trouvée en Roumanie.

- Vers 740 : les Khazars se convertissent au judaïsme[3]. Selon une lettre envoyée par le roi Khazar Joseph au médecin juif de Cordoue Hasdaï ben Shatprut (Xe siècle), le roi Bulan aurait reçu des ambassadeurs byzantins et arabes, venus dans l’intention de le convertir chacun à leur religion. Le roi fait venir également un Israélite érudit. Il pose au prêtre chrétien la question : « De la religion des Juifs et de celle des musulmans, laquelle faut-il préférer ? » Ce dernier répond : « La religion des israélites est meilleure que celle des musulmans ». Au savant musulman, il demande : « La religion des israélites est-elle meilleure que celle des chrétiens ? ». Le musulman répond : « Oui, elle est préférable ». Bulan choisit alors de se convertir à la religion d’Israël. L’authenticité de cette lettre est controversée[4].
- 740 :
  - fondation du Zaydisme[5].
  - les Arabes parviennent sur la côte orientale de l'Afrique. Des Shi'ites Zaydites, fuyant les persécutions, fondent un premier établissement à Mogadiscio[6].

La Chine des Tang à son apogée en 742.

- 741-756 : ère Tianbo ; la dynastie Tang est à son apogée pendant la deuxième partie du règne de Xuanzong[7].
- 742 :
  - Boniface entreprend la réforme de l’Église franque[8].
  - fondation du royaume sufrite de Tlemcen (742-789) dans le Maghreb central[9].
- 743 : après sa victoire sur Artabasdos, l'empereur byzantin Constantin V divise le thème de l'Opsikion en détachant un nouveau district militaire près de Constantinople, l'Optimaton ; création de six nouveaux tagmata dont les Excubites, les Scholes, et la Veille[10],[11].
- 743-749 : dernière résurgence de la peste de Justinien ; Égypte, Afrique du Nord (743-744), Mésopotamie et Syrie (744-745), Sicile, Italie, Grèce (745-746) Constantinople (746-747) puis à nouveau Syrie et Mésopotamie (Basrah) (747-750)[12],[13].

- 744-840 : le khaganat ouïgour remplace le khaganat turc oriental[14].
- 744-749 : fondation de l'abbaye San Salvatore al Monte Amiata par le duc lombard de Frioul Ratchis[15].

- 746 : le duché d'Alémanie réintègre le royaume franc après le procès de Cannstatt[16].
- 747-750 : guerre civile dans le califat arabe entre abbassides et omeyyades[2].

## Personnages significatifs
Abu Muslim al-Khurasani
- Al-Saffah
- Alphonse Ier des Asturies
- Boniface de Mayence 
- al-Walid II
- Carloman (fils de Charles Martel)
- Constantin V
- Hunald Ier
- Ibrahim (Omeyyade)
- Liutprand 
- Marwan II
- Pépin le Bref
- Waïfre
- Yazid III
- Zacharie (pape)